# Sony NEX-3

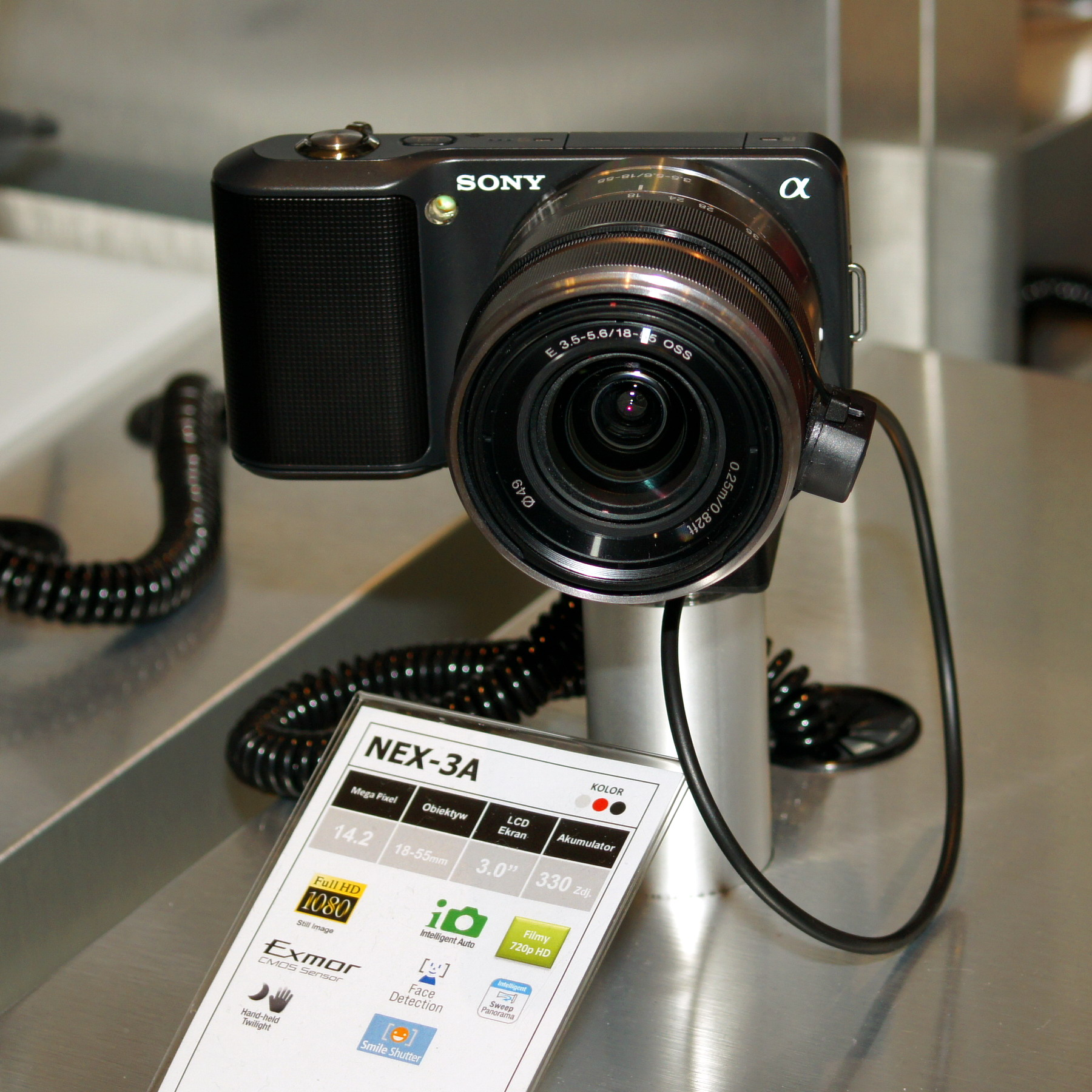
Sony NEX-3

Sony NEX-3 (oznaczenie fabryczne NEX-3) – cyfrowy aparat fotograficzny marki Sony Alfa zaprezentowany 11 maja 2010 roku. Jest to kompakt z wymiennym obiektywem, czyli aparat posiadający matrycę o rozmiarze APS-C oraz obudowę wielkością przypominającą aparaty kompaktowe. Jego bliźniaczym modelem jest Sony NEX-5.
Aparat posiada bagnet Sony E, dzięki czemu współpracuje z obiektywami o oznaczeniu SEL. Kilka miesięcy po premierze NEX-3 oraz NEX-5 oraz mocowania Sony E niezależni producenci rozpoczęli sprzedaż adapterów do obiektywów innych producentów.

## Cechy aparatu
- brak lustra,
- wyświetlacz wysokiej jakości,
- możliwość rejestracji filmów w jakości HD 720p,
- wydajny akumulator,
- interfejsy USB i HDMI,
- niskie szumy przy wysokich wartościach ISO,
- funkcję automatyki HDR.